# Bidens pachyloma
Bidens pachyloma là một loài thực vật có hoa trong họ Cúc. Loài này được (Oliv. & Hiern) Cufod. mô tả khoa học đầu tiên năm 1967.